# Süan-te
Císař Süan-te (čínsky pchin-jinem Xuāndé, znaky 宣德; 16. března 1399 – 31. ledna 1435) vlastním jménem Ču Čan-ťi (čínsky pchin-jinem Zhū Zhānjī, znaky 朱瞻基) z dynastie Ming vládl jako císař v letech 1425–1435 říši Ming. Byl synem a nástupcem císaře Chung-siho. Po převzetí vlády od nového roku vyhlásil éru „Šíření ctnosti“, Süan-te. Název éry je používán i jako jméno císaře.
Ču Čan-ťi se narodil Ču Kao-čch’ovi, budoucímu císaři Chung-simu. Miloval poezii a literaturu, byl uznávaným malířem, ale i zdatným válečníkem. Roku 1425 se po krátké vládě otce stal císařem říše Ming. Po nástupu na trůn zrušil otcovo rozhodnutí o přesunu hlavního města z Pekingu do Nankingu. Proti mladému císaři se postavil jeho strýc Ču Kao-sü, ale neuspěl. Süan-te veden schopnými poradci osobně vytáhl proti strýci a snadno a rychle ho porazil.
Druhým problémem počátku Süan-teho vlády byla už téměř dvacet let se táhnoucí válka ve Vietnamu. Názory císařových rádců a ministrů na řešení konfliktu byly rozporné. Císař jmenoval nového velitele okupačních vojsk a poslal mu velké posily, které však Vietnamci ihned rozdrtili. Mingská armáda poté ustoupila do Číny a Vietnam získal nezávislost. Vztahy s ostatními státy jihovýchodní Asie byly klidné. Ve východní Asii pokračovala pravidelná výměna poselstev s Koreou, s Japonskem byly navázány oficiální styky roku 1432, po změně jeho vlády. Na severu rozdělení Mongolové nepředstavovali velké nebezpečí, východní Mongolové se chovali přátelsky a občasné nájezdy Urianchajců Süan-te osobně odrazil. Poté, co západní Ojrati roku 1434 porazili východní Mongoly, mingská Čína navázala korektní styky i s nimi. Po desetileté přestávce Süan-te povolil eunuchovi a mořeplavci Čeng Cheovi uskutečnit ještě jednu dálkovou plavbu do Indického oceánu; proběhla v letech 1431–1433, ale byla poslední.
Za vlády Süan-teho vzrostl vliv eunuchů císařského paláce. V neposlední řadě i proto, že řídili tajnou policii. Císař se snažil vnést řád a disciplínu do státní správy. Roku 1428 provedl čistku na kontrolním úřadu, která stála místo i nejvyššího kontrolora. Kvalita práce úřadu se pak zvedla. Téhož roku císař reformoval pravidla vojenské služby. Neefektivnost a špatná morálka dědičných vojáků se však nezlepšila.
Süan-teho vláda se snažila podpořit oběh papírových peněz, proto potlačovala užívání mincí a zakazovala užívání drahých kovů. Neměla úspěch a papírové peníze prakticky vymizely z užívání. Vysoké daně vedly za předešlých vlád v nejvíce zatížených prefekturách říše (především v Ťiang-nanu) rolníky k opouštění hospodářství. Süan-te snížil daně a vyslal do provincií „cestující usmiřovatele“ zlepšit práci provinčních úřadů. Měli za úkol odstraňování nespravedlností a korupce výběrčích daní a kontrolu stavu vojenských jednotek.
Císař zemřel po krátké nemoci po desetiletém panování. Vládl v pozoruhodně mírových časech bez větších vnitřních nebo zahraničních problémů. Pozdější historici považovali jeho vládu za zlatý věk dynastie.

## Mládí

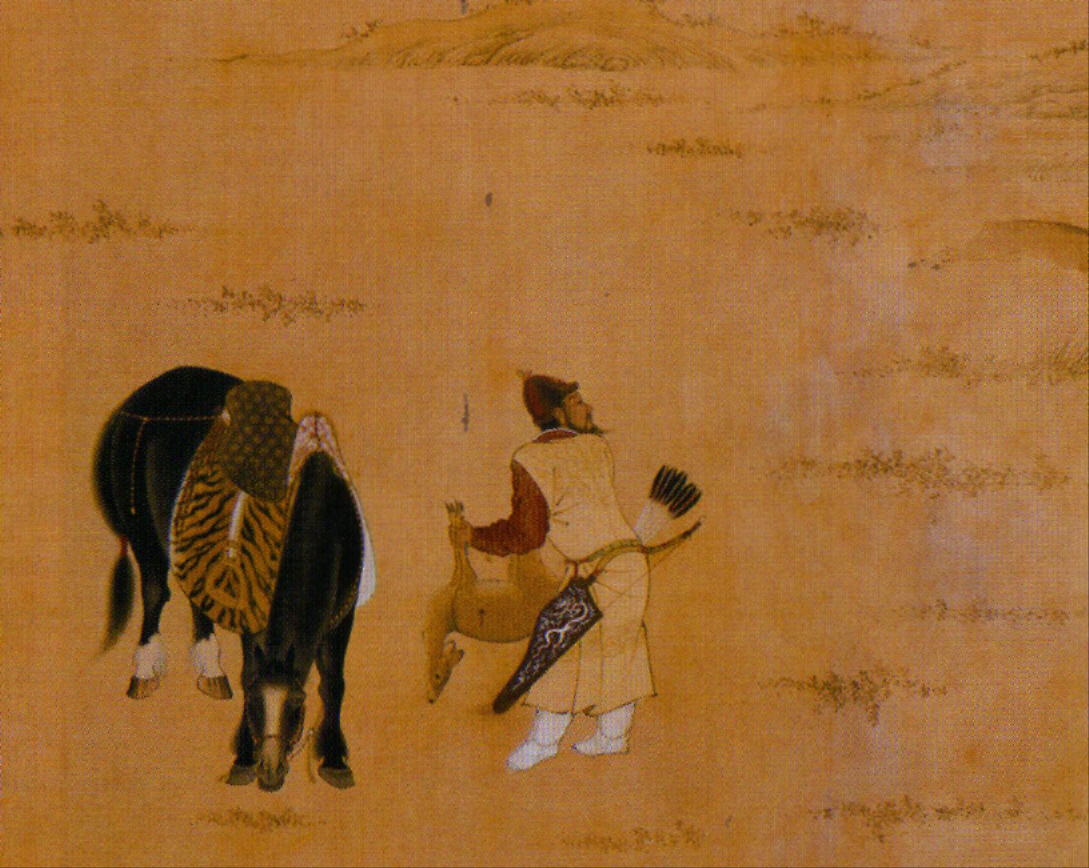
Süan-te na lovu, neznámý autor éry Süan-te (1426–1435)

Císař Süan-te byl pátý panovník čínské říše Ming. Jeho vlastní jméno bylo Ču Čan-ťi, Süan-te (doslova „Šíření ctnosti“) je název éry jeho vlády a je používáno jako jeho jméno. Byl nejstarším synem císaře Chung-siho (1378–1425; vládl od 1424, vlastním jménem Ču Kao-čch’) a císařovny Čang (1379–1442). Narodil se 16. března 1399.
Ču Čan-ťiho rodiče v té době žili v Pekingu na severovýchodě Číny v paláci jeho děda, pozdějšího císaře Jung-leho, tehdy pouze Ču Tiho, knížete z Jen. Jung-le v létě 1399 povstal proti císaři Ťien-wenovi, porazil ho v tříleté občanské válce a od roku 1402 vládl Číně jako třetí mingský císař.
V dětství se Ču Čan-ťi cvičil ve vojenských dovednostech i studoval konfuciánskou literaturu pod vedením chanlinských akademiků. Byl talentovaný literát, ale díky fyzické zdatnosti (kontrastující s chabým zdravím otce) vynikal ve vojenských disciplínách, což mu přineslo přízeň Jung-leho, se kterým sdílel oblibu lovu a jízdy. Jung-le se jím nechal doprovázet na lovu a vojenských inspekcích a roku 1414 vzal mladého prince s sebou na tažení proti Mongolům. Později, už jako císař, se osobně zapojoval do srážek s Mongoly na severní hranici, při jedné z bitev zastřelil lukem několik mongolských bojovníků.
Roku 1411 byl Ču Čan-ťi jmenován korunním princem-vnukem císaře – obdržel titul chuang-tchaj-sun (皇太孫, doslova „císařský velký vnuk“) – zatímco jeho otec byl od roku 1404 korunním princem s titulem chuang-tchaj-c’ (皇太子, doslova „císařský velký syn“). Poté jeho výuku v konfuciánském učení a způsobech vládnutí vedl velký sekretář Chu Kuang, studiu se věnoval i na vojenských výpravách. Ve dvorských intrikách Ču Čan-ťi vždy bránil svého otce proti strýcům Ču Kao-süovi a Ču Kao-suejovi, mladším synům Jung-leho, čímž si vysloužil jejich zášť. Se znepokojením hleděli i na jeho rozhodnost, oblíbenost u Jung-leho a úzkou spolupráci s velkými sekretáři. Obávali se o své postavení, pokud princ převezme vládu.

## Počátky vlády

### Nástup

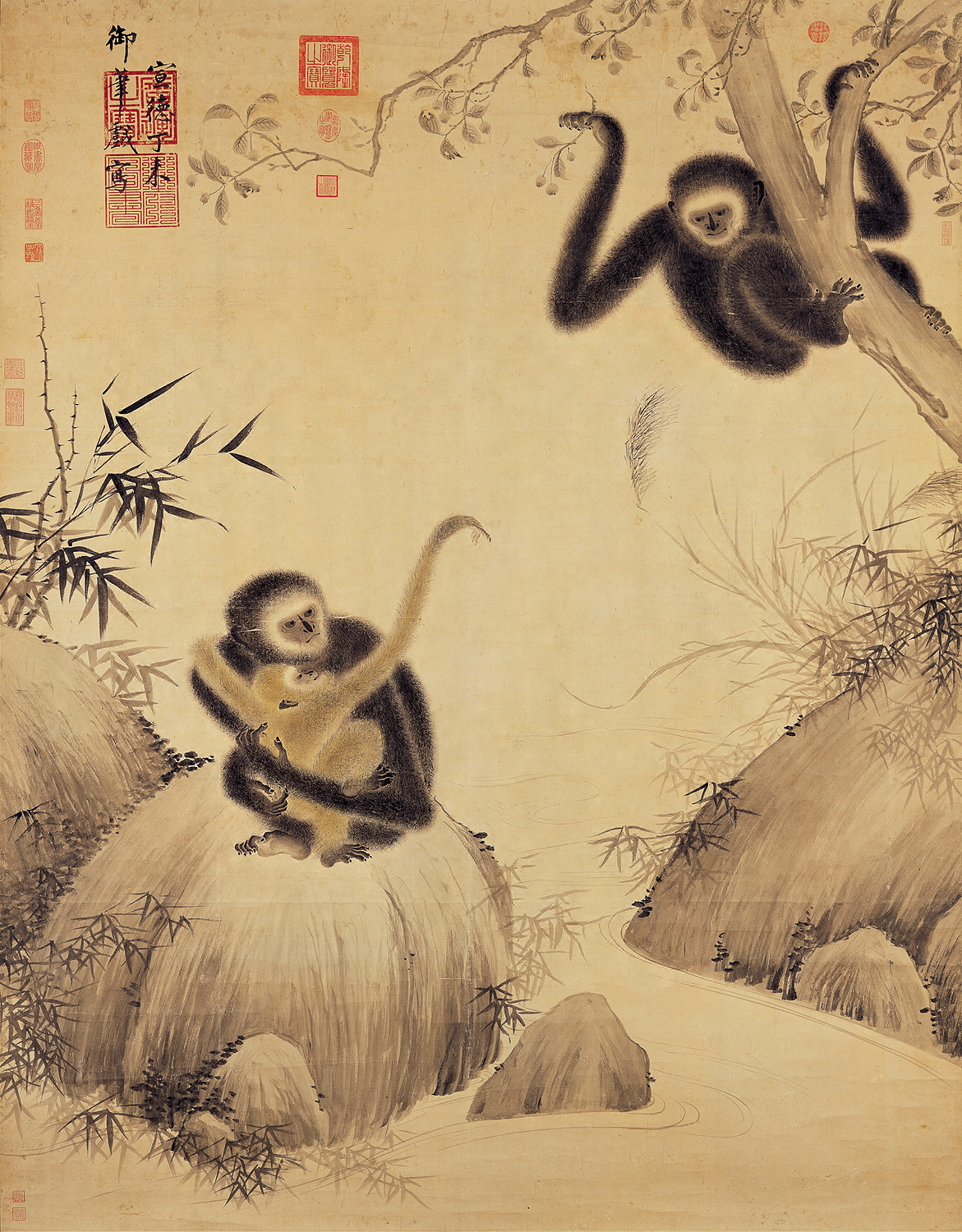
Hrající si gibboni, malba císaře Süan-te z roku 1427, tuš a barvy na papíře, Národní palácové muzeum v Tchaj-peji

Koncem srpna 1424 Jung-le při návratu z pátého mongolského tažení zemřel v mongolské stepi na mozkovou mrtvici. Novým císařem říše Ming se začátkem září stal Ču Čan-ťiho otec Chung-si. Dne 1. listopadu 1424 Chung-si jmenoval Ču Čan-ťiho korunním princem (chuang-tchaj-c’). V dubnu 1425 ho vyslal do Nankingu, aby tam připravil přesun hlavního města z Pekingu. Chung-si záhy onemocněl a povolal prince zpět, ale zemřel dříve, než se syn stihl vrátit.
Ču Čan-ťi přijel do Pekingu, 27. června 1425 oficiálně usedl na císařský trůn a stal se pátým císařem říše Ming. S platností od nového roku (čínského, tedy od 8. února 1426) vyhlásil novou éru vlády, za její jméno zvolil „Süan-te“ – „Šíření ctnosti“. Jméno éry bylo heslem vyjadřujícím směr vládní politiky a je používáno i jako jméno císaře. Zrušil přesun hlavního města do Nankingu, patrně proto, že se v Pekingu, kde vyrůstal, cítil doma a také protože sdílel Jung-leho zaujetí bezpečností severní hranice.
Jeho nástup přijali úředníci ve vládě klidně, nový císař sdílel otcovu idealistickou konzervativní politiku. Byl literát a příznivec umění, jeho vláda je významná kulturními a politickými úspěchy. Přes svou prchlivost byl otevřený radám. Jako císař byl svědomitý, pokusil se vyvážit vliv různých složek mingské elity – civilních úředníků, eunuchů a generálů. Byl schopen rázně rozhodovat, pokud to situace vyžadovala, ale většinou potvrzoval návrhy velkých sekretářů (kteří připravovali císařské výnosy) a ministrů. Oproti předešlým císařům žil v luxusu a prostopášnostech, po jeho smrti bylo z paláce propuštěno několik tisíc žen.
Velké problémy prvních dvou let – vzpouru strýce a válku ve Vietnamu – úspěšně vyřešil. Po dobu jeho vlády byla severní hranice bez větších problémů a styky se státy střední, východní a jihovýchodní Asie klidné, což poskytlo prostor a čas pro vnitřní reformy.

### Vzpoura
Nástup mladého císaře zpochybnil jeho strýc Ču Kao-sü, na rozdíl od Jung-leho uzurpace ale neuspěl. Ču Kao-sü byl Jung-leho oblíbenec kvůli svým vojenským schopnostem. Za občanské války v letech 1399–1402 se projevil jako schopný a energický velitel, ale byl i arogantní a pohrdal svým obtloustlým starším bratrem Chung-sim, otcem Süan-teho. Zahořkl, když nebyl roku 1404 jmenován následníkem. Jeho neposlušnost mu nakonec vynesla vypovězení do zapadlého města Le-an v prefektuře Čching-čou v Šan-tungu.
V přesvědčení, že se roku 1424 měl stát císařem místo nemocného staršího bratra, začal po jeho smrti připravovat převrat. Nedlouho po Süan-teho nástupu na trůn, 2. září 1425, se pokusil zopakovat Jung-leho cestu k císařské hodnosti, když zahájil vzpouru. Obvinil Süan-teho ze zneužití moci, konkrétně z porušení zákonů jmenováním osob se šlechtickými tituly do civilních úřadů a jmenováním nehodných osob. Svého sotva dospělého synovce nepovažoval za nebezpečného soupeře. Podcenil však sílu vlády, schopné fungovat i v dlouhých obdobích Jung-leho nepřítomnosti (když byl na taženích do Mongolska) a nevzal v úvahu značné omezení vlivu knížat, kterého dosáhl Jung-le. Měl proto znatelně slabší pozici než Jung-le roku 1399.
Císař zprvu váhal, ale pod tlakem velkého sekretáře Jang Žunga a dalších rádců 9. září osobně převzal velení nad trestnou expedicí. Předvoj dvaceti tisíc vojáků, který vedl zkušený veterán Süe Lu (1358–1430) 21. září oblehl Le-an. Obránci se odmítli vzdát a na druhý den císařští dobyli město. Ču Kao-sü byl odvezen do Pekingu, degradován na obyčejného poddaného a umučen k smrti. Přes 600 jeho stoupenců bylo popraveno, dalších 2200 vypovězeno na hranice. Vyšetřování zjistilo, že se do vzpoury zapletli i dalších císařovi příbuzní, včetně vzbouřencova bratra Ču Kao-sueje. Potrestáni nebyli, kvůli zachování prestiže císařského rodu.

## Správa říše

### Velcí sekretáři, ministři, eunuchové
| Velcí sekretáři za panování císaře Süan-te, v letech 1425–1435: - Jang Žung, v úřadu 1402–1440; - Jang Š’-čchi, 1402–1414 a 1414–1444; - Ťin Jou-c’, 1402–1431; - Chuang Chuaj, 1402–1414 a 1424–1427; - Jang Pchu, 1424–1446; - Čchüan Ťin, 1425; - Čang Jing, 1426–1429; - Čchen Šan, 1427–1429. V čele sboru sekretářů stál v letech 1424–1444 Jang Š’-čchi. |
| |

Süan-te si ponechal otcovy rádce a ministry, funkce některých úřadů se však změnily. Reformy se týkaly především velkých sekretářů, kteří za Jung-leho měli pouze poradní roli, když četli císařovu korespondenci a navrhovali odpovědi. Za Chung-siho získali více vlivu a nyní se dostali k reálné výkonné moci. Formální právo na ni získali udělením ministerských titulů (Jang Š’-čchi se stal ministrem vojenství, Chuang Chuaj ministrem daní a Ťin Jou-c’ ministrem obřadů). Kvůli své dlouholeté službě státu se těšili respektu a důvěře císaře. Mezi nejbližší císařovy rádce patřili ještě Ťien I (ministr státní správy v letech 1402–1422 a 1423–1435) a Sia Jüan-ťi (ministr daní v letech 1402–1421 a 1424–1430). Sestava nejvlivnějších úředníků a velkých sekretářů se nezměnila ani po Süan-teho smrti. Ve výsledku špičkám vlády dominovala jedna a táž skupina osob od roku 1424 do začátku 40. let 15. století.
Pro rutinní nařízení a výnosy císař zavedl postup, v němž návrhy ministerstev a jiných úřadů četli a hodnotili velcí sekretáři, kteří pak k dokumentům připojovali své návrhy řešení problémů; císař zpravidla jejich návrhy povrdil a zaslal ministerstvům k vykonání. Důležitá vládní rozhodnutí vznikala na setkáních velkých sekretářů s císařem, na kterých císař po diskuzi obvykle schvaloval a podepisoval návrhy svých dekretů připravených sekretáři. Ministři je poté dostávali k provedení. Sekretáři v tomto uspořádání už nemuseli předem konzultovat ministry, což přineslo zrychlení a zpružnění rozhodování.

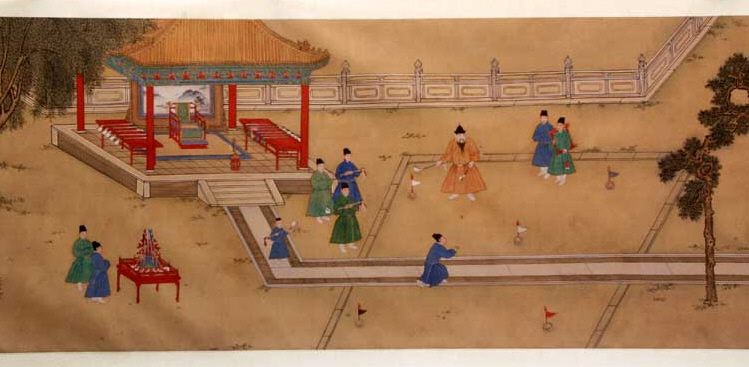
Hra císaře Süan-te, obraz Šang Siho, barva na hedvábí, éra Süan-te (1426–1435). Na obraze Süan-te s eunuchy hraje čchuej-wan, čínskou hru podobnou golfu.

Současně vzrostla moc eunuchů sloužících v císařském paláci a naprosto závislých na císaři. Eunuchové měli za Chung-wua, prvního mingského císaře, zakázáno komunikovat s vládními úřady a i císař Jung-le je pevně ovládal. Süan-te jim poskytl vzdělání a více je využíval při důvěrné korespondenci. Přes odpor úředníků pokračovalo a rostlo podnikání eunuchů k užitku císařových osobních projektů – těžby dřeva, stavby lodí a dalších. V případech, kdy císař nesouhlasil s řešením záležitostí podle představ velkých sekretářů, používal eunuchy k předávání svých příkazů nižším složkám státní správy. A protože ministři si takto předané příkazy ucísaře znovu neověřovali, mohli eunuchové rozkazovat ministrům jménem panovníka i bez jeho vědomí. Takové zneužívání pravomoci bylo potenciálně značně nebezpečné a Chung-wu se ho velmi obával. Süan-te v zásadě udržel eunuchy pod kontrolou a pokud překročili meze, neváhal s jejich popravou. Dlouhodobě však tento postup eunuchům otevřel cestu ke zneužívání moci, pokud by vládl méně energický císař.

### Kontrolní úřad, správa provincií, armáda

Provincie říše Ming

Ve vnitřní politice se císař soustředil na reformy kontrolního úřadu, místní správy a armády. Snažil se o zavedení disciplíny a řádu do státní správy. Zajímal se o význačné trestní případy a často přikazoval revidovat rozsudky. Tisíce nevinných lidí se pak domohlo spravedlnosti. V srpnu 1428 odvolal dlouholetého (od roku 1415) vedoucího kontrolního úřadu Liou Kuana a jmenoval na jeho místo čestného Ku Cuoa. Nový vedoucí během několika měsíců odvolal 43 kontrolorů z pekingského a nankingského úřadu a i sám Liou Kuan byl potrestán za mnohá zneužití pravomocí. Kontrolní úřad byl reorganizován, postupy změněny, pravomoci kontrolorů zvýšeny. Byli jmenováni komisaři pro dohled nad vojenskými rolníky, velkými stavebními akcemi, vojenskými výcvikovými tábory u Pekingu, daněmi v Nan č’-li (daně byly vybírány v produktech, především rýži; na rýži vybrané v Nan č’-li závisela výživa obyvatel Pekingu).
Kontroloři byli po čistce z roku 1428 efektivnější a otevřenější. Kontroly se týkaly všech větví státní správy, civilních i vojenské. V desetiletí 1424–1434 vyústily v odvolání více než 240 úředníků, trojnásobek byl kritizován. Úředníci a kontroloři zneužívající své pravomoci byli trestáni, ne však popravováni.
V regionální správě za Süan-teho získalo na pravidelnosti vysílání úředníků sün-fu (doslova „cestující usmiřovatel“), kteří koordinovali práci tří provinčních úřadů – civilního, vojenského a kontrolního. Koordinátoři existovali i za předešlých císařů. Chung-wu takto vyslal „cestovat a usmiřovat“ následníka trůnu Ču Piaa, Jung-le posílal do provincií Chung-siho i Süan-teho a roku 1421 vyslal do provincií 26 vysoce postavených vládních úředníků. Süan-te je však vysílal „cestovat a usmiřovat“ nikoliv jednorázově, jako předešlí císaři, ale na dlouhá období. V září 1425 poslal dva pověřence do Nan Č’-li a Če-ťiangu, roku 1430 byli posláni do Chu-nanu, Šan-si a S’-čchuanu. Kolem roku 1426 byli posláni také do Ťiang-si a Šen-si.
Koordinátor sün-fu nebyla samostatná funkce, ale pověření uložené vysoce postaveným hodnostářům ústředních úřadů, obvykle měli postavení zástupce ministra (zvláště vojenství), později i vysoké funkce v kontrolním úřadu, a hodnost (spolu)správce vojenských záležitostí (cchan-can ťi-wu). To jim dávalo právo řídit úřady civilní, vojenské i kontrolní. Bezprostředním důsledkem zavedení koordinátorů sün-fu byl přesun velení nad vojsky v provinciích do civilních rukou. Definitivní podobu získal systém koordinátorů v éře Čeng-tchung (1436–1449), kdy byli vysláni do všech provincií kromě Fu-ťienu a šesti z devíti pohraničních velitelství na severní hranici.
Nemalé problémy přetrvávaly v armádě. Zkorumpovaní důstojníci k tažením přiváděli chudé odvedence, zatímco bohaté za úplatu nechávali na pokoji. Zpronevěřovali platy vojáků a zaměstnávali je jako své služebníky. Zásobování armády fungovalo problematicky, když klesly dodávky vojenských rolníků. Schopní důstojníci se v letech míru neměli jak se prodrat vpřed, v čele armády proto stáli muži, kteří bez vlastních zásluh zaujali pozice svých otců. Velitelé, kteří své postavení zdědili a válku nezažili, měli silnou tendenci vojáky necvičit pro boj, ale využívat je, spolu s vojenskými rolníky, jako pracovní sílu pro své osobní potřeby. Vojáci proto odmítali službu, upadala kázeň, rozšířilo se dezertérství, síla armády klesala.
Od roku 1427 kontrolní úředníci ověřovali skutečný stav a početnost oddílů a snažili se obnovit disciplínu. Postupně se místní vojenská velitelství dostala pod dohled kontrolních úřadů, ale bez většího efektu. Roku 1429, aby pozvedl morálku, provedl císař velkou vojenskou přehlídku pluků pekingské posádky a tří výcvikových táborů ležících v okolí Pekingu. Morálka armády se však příliš nezvýšila. Léta míru přinesla úpadek kvality výcviku a navíc císař vůči provinivším se důstojníkům postupoval shovívavě. Nicméně slabost mingských armád se v důsledku dlouhého míru plně projevila až jedenapůl desetiletí po Sün-teho úmrtí, roku 1449, v tchumuské bitvě v níž Mongolové rozdrtili mingskou armádu v čele s císařem Jing-cungem, přičemž císař padl do zajetí.

## Hospodářská politika

### Finance a peníze

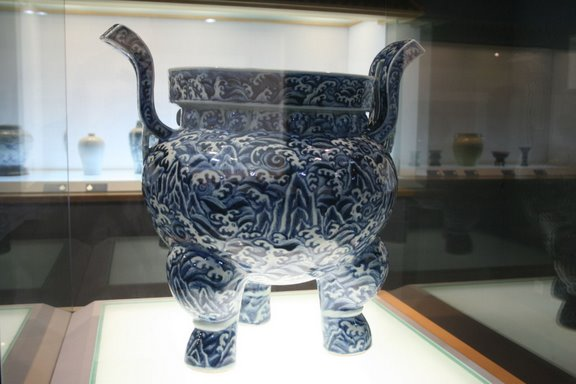
Porcelánová trojnožka éry Süan-te (1426–1435), Nankingské muzeum

Koncem dvacátých let 15. století Süan-teho vláda čelila vážným finančním problémům. Válka ve Vietnamu spolykala značné prostředky a následná prohra přinesla ztrátu příjmů z jeho nerostného bohatství. Vysoké daně a odvody neúnosně zatížily hospodářství některých bohatých regionů Číny, což vedlo k poklesu státních příjmů. Su-čou, hospodářské centrum Číny, mělo koncem 20. let 15. století daňové nedoplatky ve výši tříletého odvodu. Začátkem 30. let navíc poklesla výnosnost mnohých dolů na stříbro a měď. Vláda se potížím snažila čelit prosazováním papírových peněz, snížením a reformou daní a omezením státních výdajů.
Za základ měny určil zakladatel říše Ming Chung-wu papírové peníze – státovky pao-čchao. Pro malé platby byly používány měděné mince, které v éře Jung-le obíhaly na vnitřním trhu společně se státovkami. Mincí i mědi, ze které byly odlévány, byl nedostatek. Naopak státovky vláda tiskla ve velkém množství, takže jejich hodnota rychle klesala. Roku 1425 pao-čchao měly jen 2 % nominální hodnoty. Süan-teho předchůdce Chung-si v neúspěšné snaze podpořit papírovou měnu uzavřel doly na drahé kovy. Süan-teho vláda umožnila částečnou obnovu těžby.
Süan-te a jeho rádci vyzkoušeli řadu opatření na podporu státovek. Pod tlakem úřadů takřka zmizely z oběhu měďáky, považované vládou za konkurenci papírových peněz. Ministr daní Sia Jüan-ťi navrhl řešit pokles hodnoty státovek zpětinásobením obchodních daní a jejich výběrem pouze ve státovkách. Vláda se přiklonila k opatrnější politice, a sice prodeji oprávnění k obchodu se solí za státovky. Opatření však nemělo očekávaný výsledek, hodnota státovek se nezvedla. Süan-teho vláda také zavedla nové obchodní poplatky a zřídila cla na Velkém kanálu, obojí splatné pouze ve státovkách. Nové poplatky měly záporný vliv na obchod. Zvedl se proti nim silný odpor a po několika letech byly zrušeny. Jako podpora hodnoty státovek zcela selhaly. Přes všechny pokusy vlády, papírové peníze stále ztrácely hodnotu. Od 30. let 15. století státovky prakticky vymizely z užívání, stát jimi v omezené míře vyplácel zaměstnance, a stahoval je zpět jako povinné platidlo obchodních poplatků. Na hospodářství země větší vliv neměly.
Přetrvávající nedůvěra k papírové měně a nedostatek mincí vedly k rozšíření obchodu ve stříbře. K nahrazování měďáků a papírové měny stříbrem se vláda stavěla odmítavě, nicméně pokusy zakazovat užití stříbra v obchodních transakcích se nesetkaly s úspěchem. Stříbro však nepostačovalo potřebám trhu. Používalo se pouze ve velkých platbách a placení daní, pro drobné transakce měly ve městech neochvějnou pozici měďáky.
Roku 1433 Süan-teho vláda uzavřela mincovny, což vyvolalo problémy od Japonska po Jávu. Zastavení výroby mincí vyvolalo masové rozšíření padělků mincí a hromadění drahých kovů. Nespokojení úředníci v Pekingu nebyli schopni oběh mincí odlévaných soukromými podnikateli potlačit, obnovit státní výrobu mincí se však neodhodlali. Koncem éry Süan-te vláda rezignovala a začala tolerovat stříbro, roku 1433 guvernér Nan č’-li Čou Čchen začal v nejvíce zatížených prefekturách Ťiang-nanu vybírat pozemkovou daň ve stříbru.

### Daně vŤiang-nanu a říši
Další oblastí císařova reformního úsilí byla fiskální politika, zejména v Ťiang-nanu. Tamní prefektury Su-čou, Chang-čou, Sung-ťiang, Ťia-sing a Čen-ťiang dodávaly čtvrtinu pozemkové daně říše (ačkoliv říše Ming měla skoro 160 prefektur). V samotné prefektuře Su-čou, i po snížení z původní velmi vysoké úrovně daně, které proběhlo roku 1393, dosahovala pozemková daň téměř desetiny (2,81 miliónů tanů rýže; 1 tan měl 107,4  litru) celkové daňové kvóty říše. Prefektura Sung-ťiang dodávala dalších 4,14 %.
Za Jung-leho se příjmy z pozemkové daně zvýšily o deset procent za celou zemi, pravděpodobně všude rovnoměrně. Vysoké daně nebyli rolníci Su-čou a Sung-ťiangu schopni odvádět a daňové nedoplatky rostly. Když se koncem Jung-leho vlády přidaly přírodní kalamity, rolníci opouštěli půdu. V letech 1422–28 daňové nedoplatky každoročně dosáhly několika miliónů tanů rýže. Problémy s výběrem daní v rýži ohrožovaly zásobování Pekingu, závislého na daňové rýži dodávané z Ťiang-nanu po Velkém kanálu. Vláda se snažila zachovat pravidelné dodávky rýže prostřednictvím snížení daní a odpuštěním části nedoplatků. Císařský komisař Čou Kan, pověřený prozkoumáním situace na místě, v srpnu 1426 navrhl snížení daní, vykořenění korupce při jejich výběru a zkvalitnění místní správy s pomocí expertů vyslaných z ústředí v čele se speciálním komisařem. Snížení daní podpořili i velcí sekretáři, ale ministerstvo daní je dokázalo oddalovat celé čtyři roky, takže příslušný císařský dekret vyšel až v květnu 1430.
V říjnu 1430 císař vyslal několik vysokých úředníků dozírat (cung-tu) na výběr daně. Do Nan č’-li byl poslán Čou Čchen (asistent tajemníka ministerstva prací). On a Kchuang Čung (od června 1430 prefekt v Su-čou) poté hráli významnou roli v reformách daní v Ťiang-nanu. Na místě se setkali s důsledky masívních útěků z půdy – místy odešlo devět desetin původního počtu rolníků, přičemž zbylé domácnosti musely odvést stejnou celkovou sumu daní. Čou Čchen zavedl pět hlavních opatření:
- sjednotil míry a váhy, aby zabránil výběrčím podvádět;
- v každém okresu postavil sklady, kde se daňová rýže shromažďovala; dosud ji totiž skladovali ve svých stodolách daňoví kapitáni (statkáři zodpovědní za dopravu rýže z vesnic na místa určená úřady, například do hlavního města);[36]
- zavedl příplatek k dani určený na hrazení nákladů na dopravu po Velkém kanálu do Pekingu, ulehčil tím poplatníkům, kteří pak rýži dopravovali ne až do Pekingu, ale jen ke kanálu;
- v každém okrese obnovil podpůrné sýpky, v nichž se v úrodných létech ukládaly přebytky pro případ hladomoru;
- zavedl výběr části daně ne v rýži, ale ve stříbru[pozn. 2] a látkách, což bylo výhodné pro poplatníky i vládu a v jižních regionech říše podpořilo monetizaci ekonomiky a textilní průmysl.[37]

Císař s návrhy Čou Čchena a Kchuang Čunga vesměs souhlasil, ale ministerstvo daní je blokovalo, takže například souhlas ke snížení daní v Su-čou na čtvrtinu dostal až roku 1433. Další reformy ve stejném směru pokračovaly po roce 1436.
Při živelních pohromách a epidemiích Süan-teho vláda neváhala s pomocí obyvatelstvu. Pod dozorem zvlášť vyslaných pověřenců úřady rozdávaly obilí ze zásob, snižovaly pozemkovou daň o 20–40 % a ostatní daně na jeden nebo dva roky odpouštěly. Císař byl za tyto akce v oficiálních dějinách dynastie chválen.
Celkově v Číně za Süan-teho klesl výnos pozemkové daně na 30 milionů tanů rýže. Což bylo o 8 % méně než za Chung-siho a o 5 % méně než za Jung-leho. V éře Čcheng-tchung (1436–1449) došlo k dalšímu snížení o 10–15 %. Do konce říše Ming zůstala pozemková daň na 25–28 miliónech tanů. V důsledku redukce výdajů byl v éře Süan-te stát schopen udržet vyrovnaný rozpočet, v pozdějších érách už tomu bylo jinak.

## Zahraniční politika

### Vietnam

Čínsko-vietnamská válka (1406–1428), tažení roku 1427 a mingský ústup 1427–1428.

Vážným problémem počátečního období Süan-teho vlády byla válka ve Vietnamu, z mingského hlediska povstání v provincii Ťiao-č’, trvající od roku 1408. Když roku 1425 mingské jednotky v čele s nově jmenovanými veliteli Li Anem a Čchien Č’em utrpěly od Vietnamců vedených Le Loim několik porážek, císař reagoval jmenováním (v květnu 1426) nového velitele – Wang Tchunga, nového šéfa civilní správy – ministra Čchen Čchiaa a požádal své okolí o radu, přičemž připomenul Chung-wuův zákaz invaze do Vietnamu (a dalších zemí) a Jung-leho původní cíl: restauraci dynastie Tran. Ministři Ťien I a Sia Jüan-ťi chtěli potlačit odpor Vietnamců vojenskou silou, velcí sekretáři Jang Š’-čchi a Jang Žung souhlasili s odchodem z Vietnamu. Pro rozpornost názorů porada skončila bez výsledku.
V zimě 1426 mingská armáda při útocích Vietnamců ztratila 20–30 tisíc mužů. Císař v lednu 1427 přikázal Mu Šengovi, veliteli vojsk provincie Jün-nan, sestavit v Jün-nanu armádu a přivést ji do Ťiao-č’ a generálu Liou Šengovi přivést druhou armádu z Kuang-si. Současně jmenoval zkušeného Chuang Fua do čela civilní správy provincie (Chuang Fu spravoval Ťiao-č’ už v letech 1407–1424). Le Loi zatím rozšířil své operace do údolí Rudé řeky, ohrožujíce i Ťiao-čou, hlavní město provincie (dnešní Hanoj). Útok na Ťiao-čou mingská posádka odrazila. Neschopný Wang Tchung úspěch nevyužil a umožnil Vietnamcům připravit se na příchod mingských posil.
Dne 30. září 1427, když armáda Liou Šenga dosáhla hranic, Le Loi neočekávaně navrhl, že předá moc nově nalezenému potomku dynastie Tran, Tran Caovi, který bude vládnout pod čínskou svrchovaností. Vzápětí armádu Liou Šenga vlákal do pasti a rozdrtil. Čínské ztráty dosáhly 70 tisíc mužů. Pod dojmem katastrofy Wang Tchung bez vědomí císaře přijal návrh Le Loie a 12. listopadu začal vyvádět vojska z Vietnamu. Mu Šeng zatím dosáhl horního toku Rudé řeky a začal stavět lodě, aby mohl postoupit níže. Když se dozvěděl o stažení Wang Tchunga, ustoupil zpět do Číny.
Süan-te se o nabídce Le Loie dozvěděl až 16. listopadu 1427. V diskuzi nad ní byli rádci rozděleni stejně jako dříve, císař však už neváhal a 20. listopadu rozhodl o přijetí návrhu. Vzápětí vyslal do Vietnamu delegaci, která měla dojednat podrobnosti. Ve Vietnamu to vypadalo jako mingská kapitulace po vojenské porážce a prestiž Le Loie byla nyní neotřesitelná. Le Loi vyjednavačům oznámil, že Tran Cao zemřel, jiný člen rodu Tran nežije a ať králem uznají jeho. Navíc odmítl repatriaci čínských zajatců a úředníků. Süan-te odmítl uznat Le Loie vládcem Vietnamu a požadoval návrat dynastie Tran. Až když roku 1431 obdržel od Le Loie pokorný dopis, jmenoval ho „správcem záležitostí státu Annam“ (Annam byl čínský název pro Vietnam). Oficiální uznání a královský titul přiznala pekingská vláda synovi Le Loie v listopadu 1436, po smrti Süan-teho.
Odchod z Vietnamu otřásl mingskou hrdostí a prestiží, pro státní finance však znamenal značné ulehčení. Pro Vietnamce znamenal významné vítězství, které v jejich myslích zanechalo trvalou vzpomínku. Dvě desetiletí mingské správy a vzdělávání proměnily vietnamskou kulturu i stát. Z dlouholetého válčení vzešla mocná a efektivní vietnamská armáda, na jejíž sílu v následujících desetiletích těžce doplatila jižněji položená Čampa.

### Jihovýchodní Asie a Indický oceán

Trasa sedmé plavby Čeng Chea:
místa navštívená Číňany při sedmi plavbách Čeng Chea;
arabská města navštívená Ma Chuanem.

Do Pekingu pravidelně přicházeli vyslanci ze zemí jihovýchodní Asie – Čampy, Jávy, Ajutthaje, Sumatry, ne však už z pobřeží Indického oceánu. I nadále trval zákaz nepovoleného obchodu a zámořských cest poddaných. V praxi však jeho vynucování selhalo.
Úředníci ve vládě ostře odmítali dálkové plavby a pod jejich vlivem císař roku 1429 zrušil jeden z posledních programů stavby lodí (vedený císařovými eunuchy). O několik měsíců později, krátce po smrti předního oponenta plaveb Sia Jüan-ťiho, změnil názor. V letech 1430–33 proběhla poslední z velkých výprav Čeng Chea. Snad měla i obnovit prestiž říše otřesenou po ústupu z Vietnamu. Čeng Che přivezl do Číny vyslance ze Srí Lanky, Kóčinu, Kalikatu, Hormuzu, Adenu, pobřeží východní Afriky a dalších zemí. Císař byl potěšen.
Po Süan-teho smrti už nebyla vypravena žádná další dálková expedice. Podporovali je totiž pouze palácoví eunuchové, konfuciánští úředníci byli rozhodně proti. Po zprovoznění Velkého kanálu odpadla nutnost dopravy rýže na sever po moři a tak úředníci viděli v námořních expedicích pouze nákladná císařská dobrodružství. Jejich zastavení mělo dlouhodobě negativní dopady jak na morálku a sílu mingského loďstva, později neschopného se vypořádat s piráty wo-kchou, tak na vliv Číny v jihovýchodní Asii a Indickém oceánu. Konec období rané Ming byl proto i koncem třistaleté dominance Číňanů ve východoasijských mořích.

### Mongolsko
Na severní hranici panoval v éře Süan-te poměrný klid. Džürčeni žijící v dnešním Mandžusku uznávali mingskou svrchovanost a nekladli odpor expedicím eunucha Išichy, které dorazily až téměř k ústí Amuru. Východním Mongolům panoval chán Arughtaj, soupeřící se západomongolskými Ojraty vedenými Toghonem. Arughtaje neuznávali ani urianchajští Mongolové na jihovýchodě Mongolska, udržoval proto přátelské vztahy s říší Ming a měnil s Číňany koně za hedvábí a čaj.
Urianchajci občas drancovali v pohraničí, v říjnu 1428 je císař, projíždějící poblíž na inspekci s třemi tisíci vojáky, zahnal. Do května 1430 Číňané opevnili města na hranici mezi Čínou a stepí (podél pozdější linie Velké čínské zdi) jižně od Kchaj-pchingu (bývalého jüanského hlavního města Šang-tu a poslední mingské posádky ve stepi) a pak se z něho stáhli. Zkrátili tím hranici, což přineslo úlevu namáhaným oddílům, ale pozdějšími historiky bylo rozhodnutí kritizováno. Posunutí hranice na jih a ztráta základny ve stepi totiž výrazně ztížily výpady proti Mongolům.
Mingská vláda doufala, že východní Mongolové zničí Ojraty, ale ti byli silnější a na východní Mongoly opakovaně útočili. Když v září 1434 Ojrati porazili a zabili Arughtaje, udržoval od té doby Toghon s Mingy dobré vztahy.

### Japonsko a Korea
Süan-te se opakovaně pokusil navázat styky s Japonskem, ale šógun Jošimoči (šógun 1394–1425, fakticky vládl v letech 1408–1428) jakoukoliv komunikaci neústupně odmítal. Avšak jeho nástupce Jošinori (vládl 1429–1441) měl velký zájem o obchod s Čínou a tak, s využitím zprostředkování krále souostroví Rjúkjú, roku 1432 přibyli mingští vyslanci k šógunovi. První japonská delegace připlula do Číny v červnu 1433 s koni, zbrojemi, meči atd. a také 2,6 tunami mědi. Zboží mingská vláda zaplatila státovkami (pao-čchao), které Japonci ihned vyměnili za hedvábí (z jedné pětiny) a měděné mince (zbytek).
Mingské úřady přijímaly Japonce pouze v přístavu Ning-po. Japonská poselstva připlouvající po roce 1433 do Číny se skládala převážně z agentů daimjóů, klášterů a chrámů, kteří toužili po přístupu na čínský trh. Kromě luxusního zboží je lákaly zejména čínské měděné mince. Japonci měli z obchodu velké zisky a tak vzájemné styky trvaly až do roku 1529. Doprovázely je spory při oceňování japonského zboží a mingské stížnosti na neschopnost japonské vlády potlačit pirátství. Šóguni ovšem postrádali prostředky, pomocí nichž by proti pirátům mohli zasáhnout.
S Koreou byly vztahy klidné, mezi metropolemi pravidelně cestovala poselstva. Podle čínských záznamů císař požadoval od Korejců koně, a žádal je aby neposílali zlato a stříbro a neobvyklé dary, které jejich země neprodukuje. Žádost o přijetí korejských studentů na císařskou univerzitu v Pekingu Süan-te odmítl; náhradou Koreji daroval soubor konfuciánských klasických děl a historické literatury. V kontrastu s oficiálním čínským popisem vzájemných vztahů korejské zápisy zdůrazňují osobní motivy císařových žádostí – o ženy (po smrti císaře mingská vláda povolila návrat do vlasti třiapadesáti Korejkám), sokoly, lovecké psy, tygry, kuchaře a eunuchy.

## Umělec
Císař Süan-te ve své osobě ideálně kombinoval ctnosti čínského válečníka i vzdělance. Jako talentovaného umělce a básníka ho občas více zaujalo umění a radovánky než vládní povinnosti. Byl znám jako schopný kaligraf, básník, spisovatel a výborný malíř. Maloval krajiny, postavy, „trávu a hmyz“, oblíbil si žánr „květin a ptáků“. Zvláště dovedný byl v zobrazování zvířat, zejména psů. Za vzor si bral techniku a styl literátských malířů jeho doby, zejména Sia Čchanga. Maloval obvykle tuší bez použití barev, přičemž si vybíral náměty se symbolickými a alegorickými významy. Byl nejlepší malíř mezi čínskými císaři od sungského Chuej-cunga (vládl 1100–1126).
Některé z jeho děl uchovávají Národní palácové muzeum v Tchaj-peji, Muzeum Zakázaného města v Pekingu, jakož i zahraniční instituce, například Muzeum Arthura M. Sacklera v massachusettském Cambridge. Robert Mowry, kurátor sbírek čínského umění Muzea Arthura M. Sacklera, ho roku 2007 popsal jako „jediného mingského císaře, který projevil opravdový talent a zájem“. Nizozemský orientalista Robert van Gulik (1910–1967) prohlásil o jedné ze Süan–teho maleb, Hrajících si gibbonech, že je „dovedně namalovaná“, i když „není nádherným dílem“. Živě vypadající obrazy dávají tušit, že císař maloval podle skutečných zvířat, patrně chovaných v palácových zahradách.
Uměním se císař nejen zabýval, ale také je podporoval a formoval umělecké trendy své doby. Osobně hodnotil práce malířů ucházejících se o místo u dvora a snažil se o pozvednutí dvorského malířství na úroveň vrcholu kultury sungské éry z první čtvrtiny 12. století. Několik kaligrafů a malířů (například Šang Siho) finančně zabezpečil jmenováním důstojníky císařské gardy. Jeho éra je také známá vysokou kvalitou řemeslné výroby, bronzů a porcelánu, především modrobílého z Ťing-te-čenu.

Süan-teho obrazy
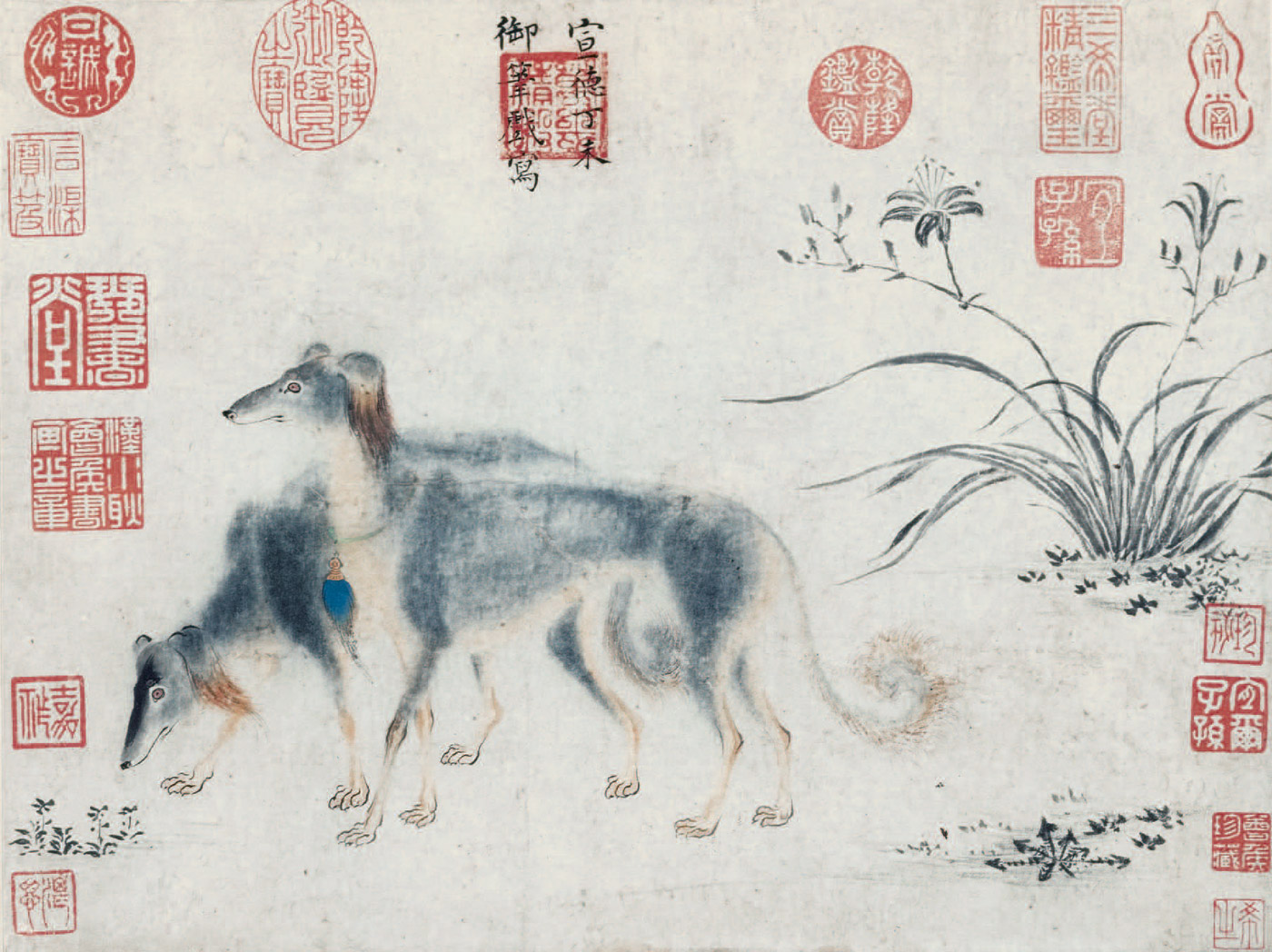
Psi plemene saluki, tuš a barvy na papíře, Muzeum Arthura M. Sacklera, Cambridge, Massachusetts
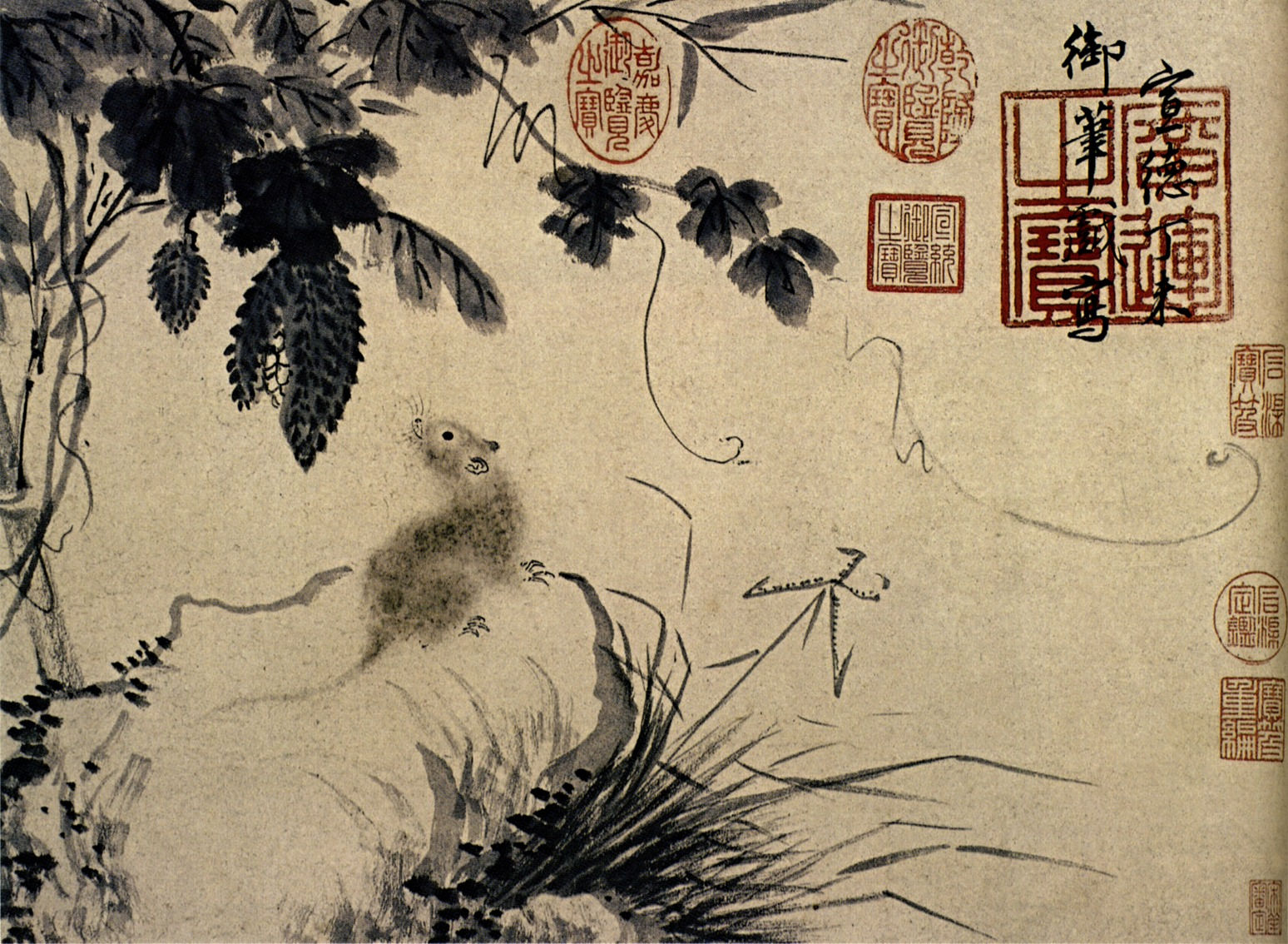
Myš a kámen, barvy na papíře, Muzeum Zakázaného města v Pekingu
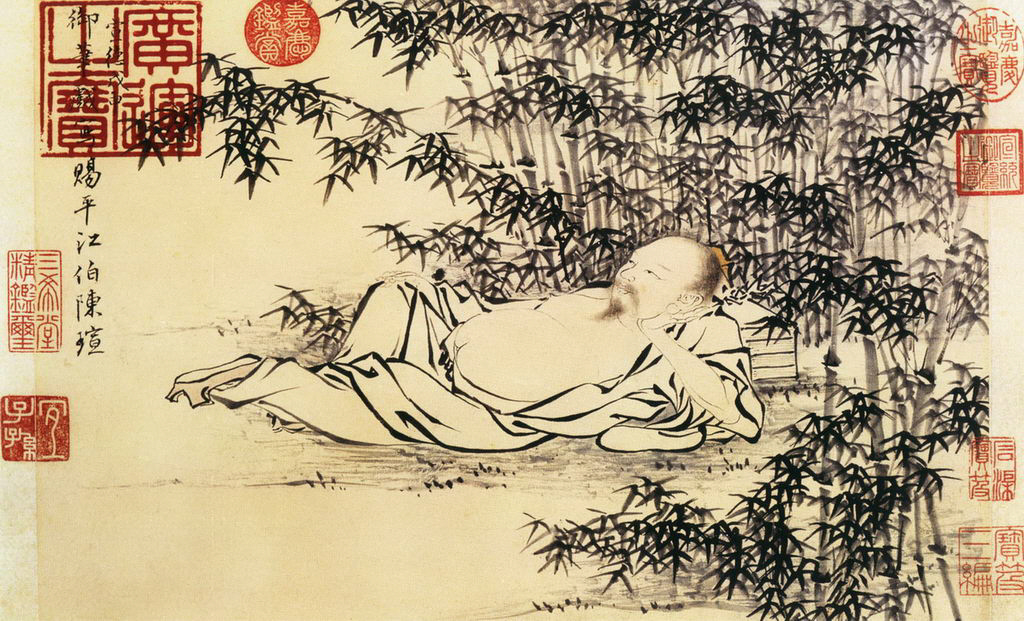
Odpočinek markýze z Wu,[pozn. 6] tuš na papíře, Muzeum Zakázaného města v Pekingu

## Úmrtí a nástupce
Na podzim a v zimě 1434 císař v čele vojenského oddílu objížděl severní hranici. Po návratu do Pekingu onemocněl. Churavěl necelé dva měsíce, než 31. ledna 1435 náhle zemřel v Paláci nebeské čistoty Zakázaného města. Dostal posmrtné jméno Čang-ti (章帝, „Vynikající císař“; Čang-ti je zkrácené posmrtné jméno, plné má devatenáct znaků) a chrámové jméno Süan-cung (宣宗, „Vyhlášený předek“). Pohřben je v mauzoleu Ťing-ling u Pekingu. Přežili ho dva synové a dvě dcery, další dcera zemřela v dětství.
Süan-teho nástupcem se stal jeho starší syn Ču Čchi-čen, který byl už v květnu 1428 jmenován korunním princem. Císařem se stal v osmi letech. Pravidla stanovená císařem Chung-wuem, zakladatelem dynastie Ming, nepředvídala nástup dětského císaře a proto nebylo možno jmenovat regenta, který by spravoval zemi místo nezletilého panovníka. Z rozhodnutí Süan-teho vedoucí úředníci konzultovali vládní záležitosti s císařovou babičkou velkou císařovnou vdovou Čang, která fakticky vládla říši. Spolupráce císařovny vdovy Čang s velkými sekretáři zajistila kontinuitu státní politiky až do začátku 40. let 15. století.

## Význam a hodnocení
Süan-te byl schopným, aktivním a obratně jednajícím císařem. Nicméně některé jeho reformy, především rozšíření moci a vlivu palácových eunuchů, přinesly v budoucnu problémy. Považoval se za válečníka a podobně jako Jung-le osobně vedl vojenské akce. Jeho tažení však byla relativně malá (potlačení povstání strýce) nebo nevýznamná (srážky s Mongoly na severní hranici). Süan-te byl poslední mingský císař, který se aktivně účastnil řízení státu a relativně nestranně stál nad skupinami, ze kterých se skládala vládnoucí elita. Spoléhal na civilní úředníky, ale pravidelně využíval i eunuchy a vojenské velitele. Pozdější mingští císaři přestali hrát roli stabilizujícího prvku státu, když se stáhli k palácovým rozkoším, přičemž předali otěže vlády do rukou úředníků, obvykle rozdělených na soupeřící strany, nebo častěji palácových eunuchů. Není tedy překvapením, že následující generace úředníků vzhlížely k éře Süan-te jako ke zlatému věku ideální vlády kontrastující s frakčními konflikty a rozkladem institucí v jejich době.
Vláda Süan-teho je proto historiky považována za nejvyšší bod mingské éry a období stability a pokoje, které obzvlášť kontrastovalo s brutálními čistkami státní správy v éře Chung-wu a občanskou válkou v éře Ťien-wen. Schopní a často dlouho sloužící ministři a úředníci pod vedením „tří Jangů“ (Jang Š’-čchiho, Jang Žunga a Jang Pchua) spravovali zemi s mírou kontinuity a spolehlivosti v mingské éře jedinečnou, v duchu konfuciánských ideálů moudré vlády ministrů vedené schopným vladařem. Vláda dbala na zlepšení života lidí, vzdala se expanze ve Vietnamu a zdokonalovala správu země. I když císař byl občas krutý k úředníkům a benevolentní k vysokým důstojníkům, na charakter vlády to výrazný vliv nemělo.
Povstání císařova strýce v očích císaře a úředníků potvrdilo, že rozhodnutí zbavit členy císařského rodu jakéhokoliv vlivu na armádu bylo správné. Neúspěch vietnamské války i pozdější tchumuská porážka byly stálými argumenty úředníků proti vojenským dobrodružstvím, které by mohly vrátit moc do rukou generálů, při založení říše Ming dominujících vládě. Z původně různorodých elit mingské říše – generálů, členů císařského rodu, konfuciánských úředníků a eunuchů – tak první dvě skupiny ztratily vliv na řízení země. V éře Süan-te získali převahu nad ostatními skupinami konfuciánští úředníci a udrželi si ji do konce říše Ming. Tím se ve 30. letech 15. století uzavřelo rané mingské období. Mingské vojenské i politické instituce zůstaly poté víceméně stejné do konce dynastie, i když se velikost populace a ekonomiky několikrát zvýšila.

## Císařovny, potomci
Císař Süan-te měl celou řadu manželek, titul císařovny nosily za jeho života dvě z nich, další byla povýšena na císařovnu vdovu posmrtně o dvě staletí později:
- Císařovna Chu († 1443), vlastním jménem Chu Šan-siang (胡善祥), posmrtným jménem císařovna Kung-žang-čang (恭讓章皇后, Kung-žang-čang chuang-chou), vdala se za Süan-tea roku 1417, roku 1428 byla zbavena hodnosti císařovny. Matka princezny Šun-te.
- Císařovna Sun († 1462), příjmením Sun (孫), dcera Sun Cou-čunga (孫鄒忠), posmrtným jménem císařovna Siao-kung-čang (孝恭章皇后, Siao-kung-čang chuang-chou), od 1417 císařská konkubína (嬪, pchin), roku 1425 povýšena na vznešenou manželku (貴妃, kuej-fej), roku 1428 jmenována císařovnou. S nástupem Jing-cunga císařovna vdova (皇太后, chuang-tchaj-hou), v prosinci 1449 jmenována císařovnou vdovou Šang-šeng (上聖皇太后, Šang-šeng chuang-tchaj-hou), od roku 1457 císařovna vdova Šeng-lie-cch’-šou (圣聖烈慈壽皇太后, Šeng-lie-cch’-šou chuang-tchaj-hou). Matka císaře Jing-cunga a princezny Čchang-te.
- Paní Wu († 1461), příjmením Wu (吳), dcera Wu Ana (吳安), vnučka Wu Jen-minga (吳彥名), jedna z císařových konkubín, roku 1428 povýšila na císařskou manželkou sien-fej (賢妃). Dostala posmrtné jméno Žung-s’-sien-fej (榮思賢妃). Roku 1645 obdržela posmrtné jméno císařovna vdova Siao-i (孝翼太后, Siao-i tchaj-chou). Matka císaře Ťing-tchaje.

| Süan-teho manželka | #  | Jméno                | Narození – úmrtí | Posmrtné jméno | Titul                 | Udělení titulu |
| ------------------ | -- | -------------------- | --- | -------------- | --------------------- | -------------- |
| císařovna Sun      | 1. | Ču Čchi-čen (朱祁鎮) | 1427–1464 | Žuej-ti        | korunní princ         | 1428           |
| císařovna Sun      | 1. | Ču Čchi-čen (朱祁鎮) | Po smrti Süan-teho roku 1435 vládl jako císař Jing-cung, 1449 zajat Ojraty, v únoru 1457 se opět zmocnil trůnu.                  |                |                       |                |
| paní Wu            | 2. | Ču Čchi-jü (朱祁鈺)  | 1428–1457 | Ťing-ti        | kníže z Čcheng (郕王) | 1435           |
| paní Wu            | 2. | Ču Čchi-jü (朱祁鈺)  | Po zajetí Jing-cunga roku 1449 nastoupil jako císař Ťing-tchaj, v únoru 1457 svržen, zemřel jako kníže z Čcheng o měsíc později. |                |                       |                |

| Süan-teho manželka | #  | Titul                            | Narození – úmrtí | Sňatek     | Manžel           |
| ------------------ | -- | -------------------------------- | ---------------- | ---------- | ---------------- |
| císařovna Chu      | 1. | princezna Šun-te (順德公主)      | 1420–1443        | 1437       | Š' Ťing (石璟)   |
|                    | 2. | princezna Jung-čching (永清公主) | ?–1433           | neprovdána | neprovdána       |
| císařovna Sun      | 3. | princezna Čchang-te (常德公主)   | 1424–1470        | 1440       | Süe Chuan (薛桓) |